# シュコダ・イエティ
イエティ (YETI) は、シュコダ・オートが製造・販売していたクロスオーバーSUVである。

## 概要
2005年3月、ジュネーブ・モーターショーにて同名のコンセプトモデルを公開。
2009年3月、ジュネーブ・モーターショーにて市販モデルを発表、同年5月からチェコにあるクヴァシニ工場で生産を開始した。同年秋に販売を開始した。
2013年9月、フランクフルト・モーターショーにて大幅改良型モデルを発表。
2017年、生産と販売を終了した。

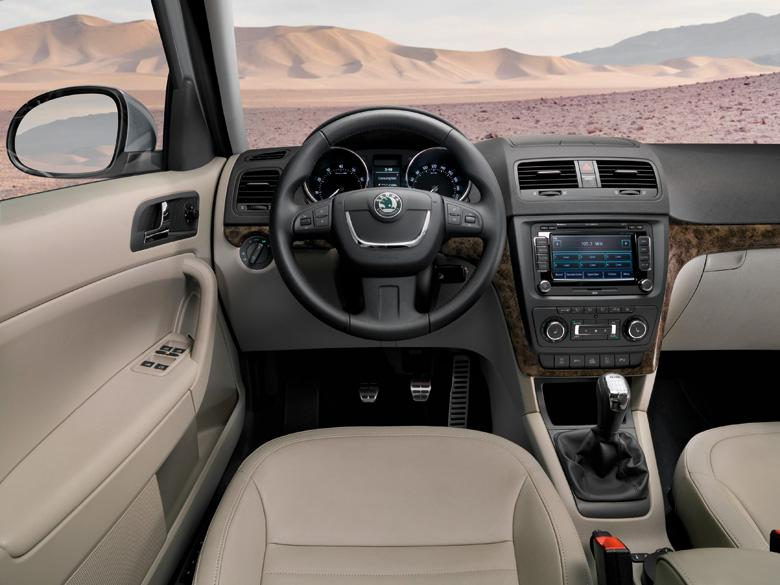
インテリア

## 車名
「YETI」は、ヒマラヤ山脈に住むと伝えられる雪男に由来する。